# Mark Medoff
Mark Medoff (geboren am 18. März 1940 in Mount Carmel, Illinois; gestorben am 23. April 2019 in Las Cruces, New Mexico) war ein US-amerikanischer Dramatiker, Drehbuchautor, Film- und Theaterregisseur, Schauspieler und Professor. Sein Theaterstück Children of a Lesser God wurde mit einem Tony Award sowie einem Laurence Olivier Award ausgezeichnet. Das Filmdrehbuch, verfilmt als Gottes vergessene Kinder (1986), wurde für einen Oscar nominiert.

## Leben
Medoff wuchs in Miami Beach als Sohn jüdischer Eltern auf. In der High School spielte er Basketball und war ein Spieler der Miami Beach Hi-Tides. Er studierte an der University of Miami und an der Stanford University. Nach seinem Abschluss begann er an der New Mexico State University in Las Cruces zu unterrichten. Später wurde er zum Professor für Englische Literatur, Kunst und Theater ernannt. 1981 erhielt er außerdem die Ehrendoktorwürde der Gallaudet University.
1967 arbeitete er als Lehrer am Capitol Radio Engineering Institute in Washington, D.C. In dieser Zeit erschien sein erstes Theaterstück The Wager. Sein erstes aufgeführtes Stück wurde When You Comin' Back, Red Ryder?, das ihm sowohl einen Drama Desk Award als auch einen Obie Award einbrachte.
Sein bekanntestes Werk wurde das 1979 veröffentlichte Stück Gottes vergessene Kinder, für das er mit einem Tony Award, einem Drama Desk Award sowie einem Laurence Olivier Award ausgezeichnet wurde. Das Stück, das von einer tauben Schülerin und der Beziehung zu ihrem Lehrer handelt, wurde 887 Mal am Broadway aufgeführt. 1986 adaptierte er sein Drehbuch für die Filmversion; in deren Hauptrollen sind William Hurt und Marlee Matlin zu sehen. Für das Drehbuch erhielt er eine Oscar-Nominierung. Marlee Matlin wurde mit diesem Film die erste taube Schauspielerin, die einen Oscar erhielt. Im Vorfeld hatte sich Medoff für die Schauspielerin eingesetzt und darauf bestanden, dass eine taube Schauspielerin die Rolle spielen solle. Bereits 1981 war Medoff mit einem Ehrendoktortitel der Gallaudet University ausgezeichnet worden, einer Universität speziell für gehörlose und schwerhörige Studenten.
In seiner langen Karriere schrieb er 30 Stücke und wirkte an 19 Filmen mit. Er verstarb am 28. April 2019 an einer Krebserkrankung im Alter von 79 Jahren.

## Theaterstücke
- The Wager (Die Wette), 1966
- The Odyssey of Jeremy Jack, 1973
- The Kramer, 1973
- When You Comin' Back, Red Ryder? (Wann kommst du wieder, Roter Reiter?), 1974
- The Halloween Bandit, 1978
- The Conversion of Aaron Weiss, 1978
- Firekeeper, 1978
- The Last Chance Saloon, 1979
- The Froegle Dictum, 1980
- Children of a Lesser God, 1980
- The Majestic Kid, 1981
- The Hands of Its Enemy, 1984
- Kringle's Window, 1985
- The Heart Outright, 1986
- The Homage That Follows, 1995
- Showdown on Rio Road, 1998
- Crunch Time, 1998
- Gila, 1996
- Gunfighter - A Gulf War Chronicle, 1997
- A Christmas Carousel, 1997
- Tommy J and Sally, 2000
- The Same Life Over, 2002
- Prymate, 2003
- The Dramaturgy of Mark Medoff, 2004
- Marilee and Baby Lamb: Assassination of an American Goddess, 2015

## Filmografie
- 1978: Black Tiger
- 1979: When You Comin' Back, Red Ryder?
- 1986: Off Beat – Laßt die Bullen tanzen (Off Beat)
- 1986: Apology – Tödliches Geständnis (Apology) (Fernsehfilm)
- 1986: Gottes vergessene Kinder (Children of a Lesser God)
- 1988: Claras Geheimnis (Clara’s Heart)
- 1992: Stadt der Freude (City of Joy)
- 1995: Homage
- 1997: Santa Fe
- 2006: 100MPG (Kurzfilm, auch Regie und Produktion)
- 2010: Refuge (Fernsehfilm, auch Regie)
- 2016: The Heart Outright (auch Produzent)